# 송수영 (배우)
송수영(1975년 5월 15일 ~ )은 대한민국의 배우이다.

## 학력
- 동대전초등학교
- 일신여자중학교
- 정신여자고등학교
- 장안전문대학 산업디자인과

## 출연 작품

### 드라마
- 납량특집 도시괴담 - 비명 (KBS2, 2001년) - 선애 역
- 부부클리닉 사랑과 전쟁 시즌1 (KBS2, 2002년 ~ 2006년) - 각종 단역
- 실화극장 죄와 벌 (MBC, 2004년)

### 예능
- 테마게임 (MBC, 1999년)
- 일밤 - 스타! 이심전심 (MBC, 2001년)

### 뮤직비디오
- 신승훈 - 지킬 수 없는 약속
- K2 - 유리의 성

## 같이 보기
- 1995년 미스코리아
- 미스코리아 충북

| 미스코리아 충북 선 |               |        |
| 1994년             | 1995년 송수영 | 1996년 |
| 황윤경             | 1995년 송수영 | 손상미 |
|                    |               |        |
|                    |               |        |